# Jaime Galeano
José Jaime Galeano Rúa (Santa Fe de Antioquia, 22 de diciembre de 1945-Cali, julio de 2021) fue un ciclista de ruta y pista colombiano. Fue el más grande velocista colombiano en la década de los 70 y parte de los 80.

## Carrera deportiva
Se destacó por ser un excelente velocista, lo cual lo llevó a ganar catorce etapas de la Vuelta a Colombia entre 1966 y 1979. Representó a Colombia en diferentes competencias internacionales de ciclismo, entre las cuales se tienen los Juegos Olímpicos de México 1968 y Juegos Olímpicos de Montreal 1976.
El deportista, de 76 años, fue enterrado el 14 de julio de 2021 en calidad de NN, en el cementerio del sector de Siloé en la ciudad de Cali. Se encontraba desaparecido desde hacía un mes en el Valle del Cauca, en donde era buscado por su familia y amigos.

## Palmarés
1966
- 1 etapa de la Vuelta a Colombia
- 2.º en el Campeonato de Colombia en Ruta

1967
- 2 etapas de la Vuelta a Colombia

1969
- 2 etapas de la Vuelta a Colombia

1970
- 1.º en Juegos Centroamericanos y del Caribe, Pista, Persecución por Equipos
- 1.º en Juegos Centroamericanos y del Caribe, Ruta

1971
- 3.º en Juegos Panamericanos, Ruta

1972
- 1 etapa de la Vuelta a Colombia

1974
- 2.º en Juegos Centroamericanos y del Caribe, Pista, Persecución por Equipos
- Clasificación por de la regularidad y metas volantes de la Vuelta a Colombia más 2 etapas
- 1.º en Campeonato Panamericano de Ciclismo en Pista, Persecución por Equipos, Elite

1975
- 2 etapas de la Vuelta a Colombia

1976
- 3.º en Campeonato de Colombia en Ruta
- 3.º en Campeonato Panamericano de Ciclismo en Ruta, Contrarreloj por Equipos, Elite
- 2.º en Campeonato Panamericano de Ciclismo en Pista, Persecución por Equipos, Elite

1977
- Clasificación por de las metas volantes de la Vuelta a Colombia más 3 etapas

1978
- 2.º en Juegos Centroamericanos y del Caribe, Pista, Persecución por Equipos
- 3.º en Juegos Centroamericanos y del Caribe, Ruta, Contrarreloj por Equipos
- 2.º en Campeonato Panamericano de Ciclismo en Pista, Persecución por Equipos

1979
- 1 etapa de la Vuelta a Colombia

## Equipos
- Canada Dry (1965-1966)
- Postre Royal (1967)
- Águila Roja (1977)
- Licorera del Valle (1979)